# Enuliophis sclateri
Enuliophis sclateri är en ormart som beskrevs av Boulenger 1894. Enuliophis sclateri är ensam i släktet Enuliophis som ingår i familjen snokar. Enuliophis sclateri infogades en längre tid i släktet Enulius. Arten tillhör underfamiljen Dipsadinae som ibland listas som familj.
Inga underarter finns listade i Catalogue of Life.
Arten är med en längd mindre än 75 cm en liten orm. Den har liksom flera ödlor men i motsatsen till de flesta ormar förmåga att tappa svansen för att undkomma en fiende. Utbredningsområdet sträcker sig från Honduras över Centralamerika till norra Sydamerika (Colombia). Individerna vistas på marken i skogen. Som föda antas groddjur, ödlor och ryggradslösa djur men uppgiften behöver bekräftelse. Honor lägger ägg.
Den lever i låglandet och i bergstrakter upp till 1640 meter över havet. Enligt IUCN är ödlornas ägg den huvudsakliga födan. Därför har Enuliophis sclateri stora tänder längre bak i käken. Individerna kan vara natt- och dagaktiva.
I några regioner hotas beståndet av skogsavverkningar. Enuliophis sclateri kan i Colombia anpassa sig till måttliga landskapsförändringar. IUCN listar arten som livskraftig (LC).